# تي في آر جريفث
تي في آر جريفث (بالإنجليزية: TVR Griffith)‏ هي سيارة من تصنيع شركة تي في آر أنتجت بين سنوات 1991-2002.
بدأ إنتاج الجيل الثاني من السيارة في 2019.

## معرض صور

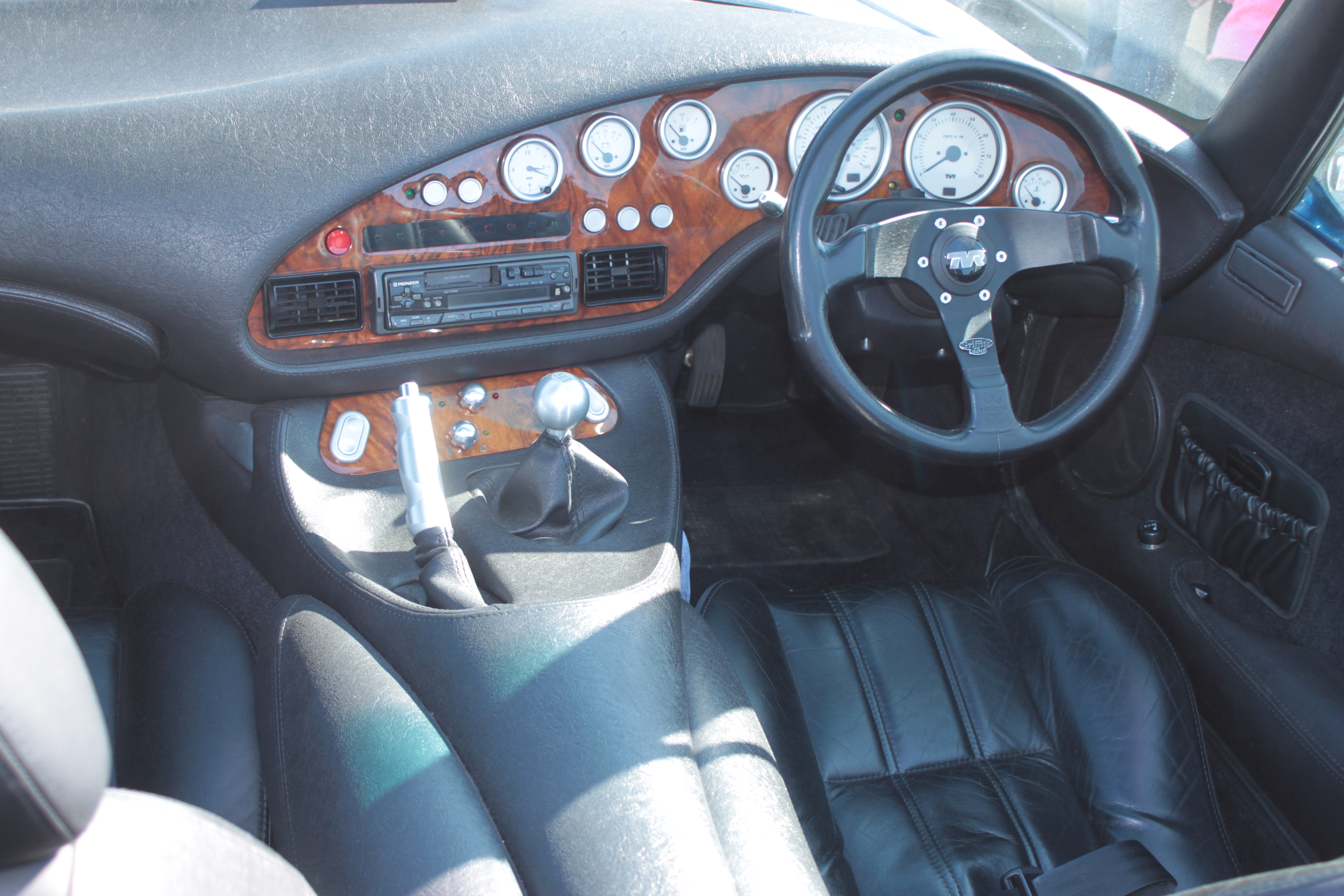
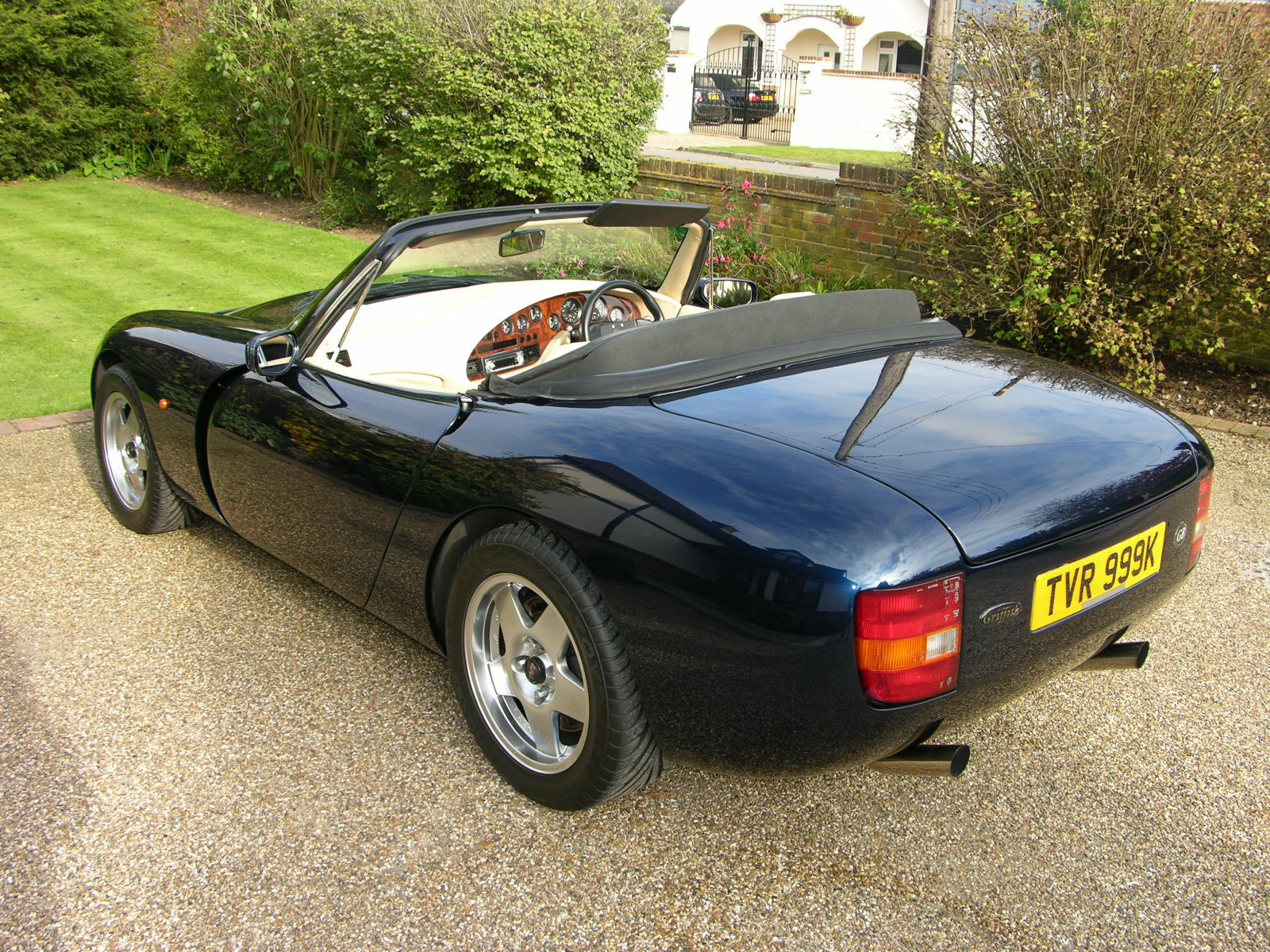
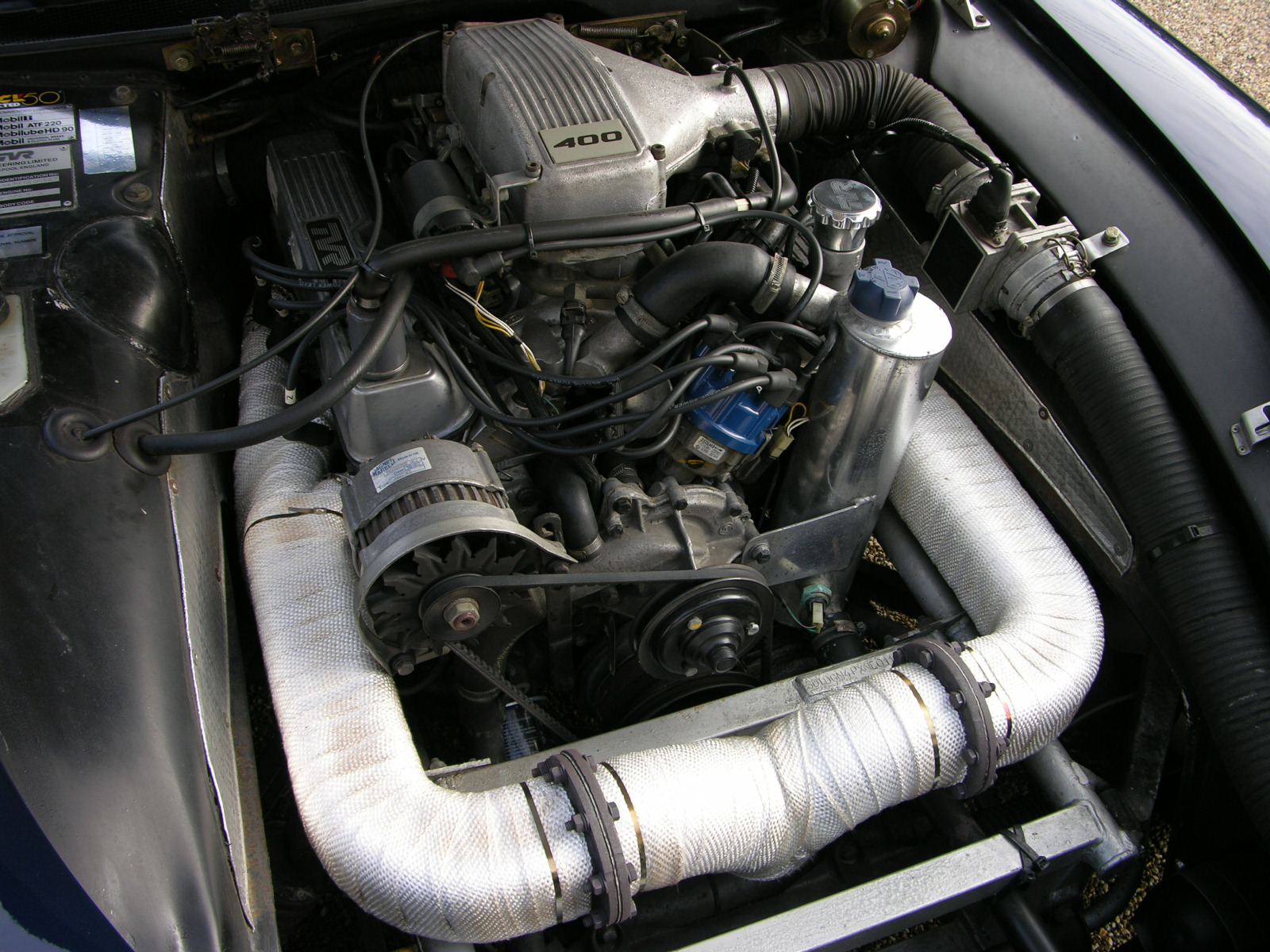